# Saint-Romain-au-Mont-d'Or
Pour les articles homonymes, voir Saint-Romain.
Saint-Romain-au-Mont-d'Or est une commune française située dans la métropole de Lyon, en région Auvergne-Rhône-Alpes.

## Géographie

### Situation
Cette commune est située sur la rive droite de la Saône à environ 10 km au nord de Lyon, en bordure des Monts d'Or. Le site de Saint-Romain est contraint, en cuvette à la confluence des ruisseaux débouchant des deux vallons. Le village historique se situe à 700 m de la rivière, entre 195 et 220 m d'altitude, soit 30 à 50 m au-dessus de son niveau. Il est coupé de la Saône par la ligne SNCF qui comporte sur ce tronçon quatre voies. Une halte et un passage à niveau existaient jusque dans les années 1950.

### Lieux-dits et quartiers
L'habitat est groupé à part les deux hameaux isolés du Nid et du Mont Thou.

### Relief
L'altitude s'élève sur les pentes du mont Cindre (470 m) et du mont Thou (609 m.). Le point culminant de la commune est à 492 m, au lieu-dit Pelocet. On note la présence de falaises qui dominent le village et qui sont en fait les fronts de tailles des anciennes carrières. Hauts de 20 m en moyenne, ils dominent des glacis d'éboulis constitués des pierres dépourvues de valeur commerciale pour les carriers.

### Hydrographie
Le village est coupé de la Saône par la voie ferrée et la route, mais deux pans inclinés donnent accès à la rivière. Les eaux de ruissellement dévalent en pente raide en direction de la Saône par les vallons d'Arche et du Pinay, qui abritent des ruisseaux permanents. La source de l'Arche soutenait le débit de l'aqueduc des Monts d'Or et donne naissance au ruisseau d'Arche, celle du Pinay à celui du Pinay, qui alimentent la fontaine de la Coquille. Après leur confluence, ces deux ruisseaux sont souterrains dans la traversée du village, et alimentent le lac du parc de l'institution du Prado ainsi qu'une cascade artificielle qui se déverse rue des eaux vives. D'autres sources pérennes existent :  une au chemin de l'Éperon, dont l'écoulement passe sous les voies SNCF (cours visible rue du Vieux Moulin). Une dans le bois de Charézieux, qui s'écoule par un passage sous les voies de chemin de fer une qui existait à la ferme de la Bessée et qui a longtemps permis la culture du cresson. Le village a compté jusqu'à récemment un lavoir de plus à la place de l’actuelle caserne des Pompiers.
Dans le vieux village, l'eau est à entre trois et dix mètres sous le niveau du sol (profondeur moyenne des puits) : elle est de bonne qualité, avec la présence d'invertébrés caractéristiques d'un faible niveau de pollution (constat fait sur une parcelle près de la rue du Charroi).

### Voies de communication et transports

#### Desserte routière
La desserte routière  est assurée par la départementale 51 qui longe la Saône, et par la départementale 89 (route de Collonges). La départementale 51 est pourvue de bandes cyclables rétrécies par un îlot central, rendant le dépassement des cyclistes impossible sur plusieurs centaines de mètres. Il n'y a pas de doubles sens cyclables sur la commune alors que le plan de circulation et le gabarit de certaines rues le permettrait.

#### Transports en commun routiers
La ligne de bus 43 des transports en commun lyonnais (TCL) dessert le village, avec sept passages par jour au centre bourg (rue du Lavoir), et un toutes les demi-heures en heure creuse sur le quai de Saône à 700 m du vieux bourg, de 5 h à 22h.

#### Desserte ferroviaire
Les gares SNCF les plus proches sont Couzon-au-Mont-d'Or (à 1,5 km) et Collonges-Fontaines (à 2,5 km), desservies par les TER Villefranche-Lyon-Vienne.

### Climat
Pour des articles plus généraux, voir Climat d'Auvergne-Rhône-Alpes et Climat du Rhône.
En 2010, le climat de la commune est de type climat océanique altéré, selon une étude du Centre national de la recherche scientifique s'appuyant sur une série de données couvrant la période 1971-2000. En 2020, Météo-France publie une typologie des climats de la France métropolitaine dans laquelle la commune est dans une zone de transition entre le climat semi-continental et le climat de montagne et est dans une zone de transition entre les régions climatiques « Bourgogne, vallée de la Saône » et « Nord-est du Massif Central ». 
Pour la période 1971-2000, la température annuelle moyenne est de 11,8 °C, avec une amplitude thermique annuelle de 18,1 °C. Le cumul annuel moyen de précipitations est de 837 mm, avec 9,3 jours de précipitations en janvier et 6,9 jours en juillet. Pour la période 1991-2020, la température moyenne annuelle observée sur la station météorologique de Météo-France la plus proche, « Lyon-Bron », sur la commune de Bron à 13 km à vol d'oiseau, est de 13,0 °C et le cumul annuel moyen de précipitations est de 820,8 mm,. Pour l'avenir, les paramètres climatiques de la commune estimés pour 2050 selon différents scénarios d'émission de gaz à effet de serre sont consultables sur un site dédié publié par Météo-France en novembre 2022.

## Urbanisme

### Typologie
Au 1er janvier 2024, Saint-Romain-au-Mont-d'Or est catégorisée ceinture urbaine, selon la nouvelle grille communale de densité à sept niveaux définie par l'Insee en 2022.
Elle appartient à l'unité urbaine de Lyon, une agglomération inter-départementale regroupant 123  communes, dont elle est une commune de la banlieue,,. Par ailleurs la commune fait partie de l'aire d'attraction de Lyon, dont elle est une commune de la couronne,. Cette aire, qui regroupe 397 communes, est catégorisée dans les aires de 700 000 habitants ou plus (hors Paris),.

### Occupation des sols
L'occupation des sols de la commune, telle qu'elle ressort de la base de données européenne d’occupation biophysique des sols Corine Land Cover (CLC), est marquée par l'importance des forêts et milieux semi-naturels (41,8 % en 2018), une proportion identique à celle de 1990 (41,8 %). La répartition détaillée en 2018 est la suivante : forêts (41,8 %), prairies (32,8 %), zones urbanisées (22,3 %), eaux continentales (3,1 %), zones agricoles hétérogènes (0,1 %). L'évolution de l’occupation des sols de la commune et de ses infrastructures peut être observée sur les différentes représentations cartographiques du territoire : la carte de Cassini (XVIIIe siècle), la carte d'état-major (1820-1866) et les cartes ou photos aériennes de l'IGN pour la période actuelle (1950 à aujourd'hui).

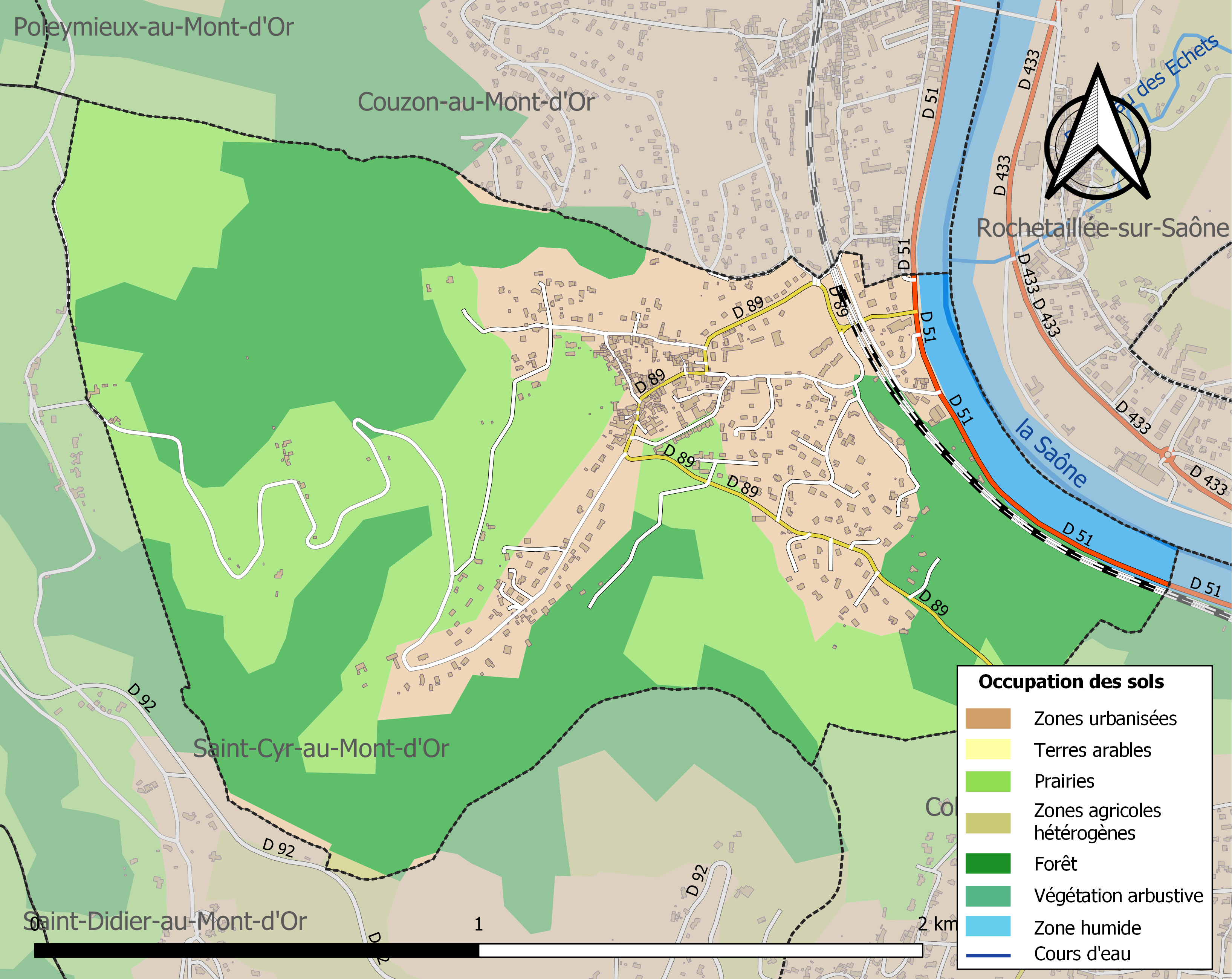
Carte des infrastructures et de l'occupation des sols de la commune en 2018 (CLC).

## Histoire

### Préhistoire et Antiquité
En 1866, A. Falsan rapporte la découverte du site de la profonde grotte de la Luée, cachée dans les replis de la falaise, au-dessus d'une source. Il estime qu'elle constitue bon abri et point d'observation[réf. nécessaire]. On y découvre des débris de silex et de foyers. Il mentionne aussi trois haches en jadéite et serpentine, trouvées à Tupoly et Chanelette, outils de pionniers du Néolithique, partis à la conquête de terres nouvelles. Ces derniers pratiquent des activités agro-pastorales, de chasse et de pêche, d'ailleurs conservées par les populations de la fin de l'âge du bronze dont on a exhumé des traces en fondant l'extension du bourg.
À l'époque romaine, une villa semble avoir existé sur les pentes du Mont Thou. Par ailleurs, l'aqueduc des monts d'Or contourne la combe et coupe la route du mont Thoux à la cote 300. La source du vallon de l'Arche contribuait à son alimentation.

### Moyen Âge
Jusqu'au XVIIe siècle, on parle de « Saint-Romain de Couzon » car le village, tout en étant possession des archevêques de Lyon, dépend du château de Couzon. Refusant de contribuer à l'entretien et à la garde de ce dernier, les habitants obtiennent le droit en 1403, de se réfugier au cœur du bourg, dans la tour des dîmes, dont la base est toujours debout. À cette époque, les chanoines du chapitre de Saint-Paul font déjà cultiver un fructueux vignoble dont le produit de 5 120 ânées, charges d'un âne correspondant chacune à 93 litres) est conduit dans des tonneaux au port de Saône. De là, le vin est embarqué sur les longues « sapines » jusqu'au port Saint-Paul à Lyon, jouxtant les caves de l'église.

### Renaissance
En 1584, l'archevêque Pierre IV d'Épinac, en échange d'un hôtel à Paris, cède sa seigneurie à la famille Croppet, originaire de Cologne, détenant le privilège de faire sonner la grosse cloche de la cathédrale Saint-Jean, à Lyon, à l'occasion du décès d'un de ses membres. C'est ainsi que le village, libéré de la tutelle de l'Église, sert de refuge en 1630 à un temple protestant transféré d'Oullins et maintenant détruit. Enfin, au terme d'un long procès entre le châtelain de Couzon et le seigneur de Saint-Romain, le Parlement de Paris établit en 1661 une séparation définitive des juridictions et des territoires. De cette époque datent plans et croquis fixant l'image d'une bourgade d'une soixantaine de constructions. Au milieu, serpente le ruisseau de l'Arche, actionnant trois moulins qui se font concurrence. Plus bas, au-dessus de la Saône, on note un four à chaux, proche d'une tuilerie, ouverte en 1649 et dont une rue a conservé le nom.

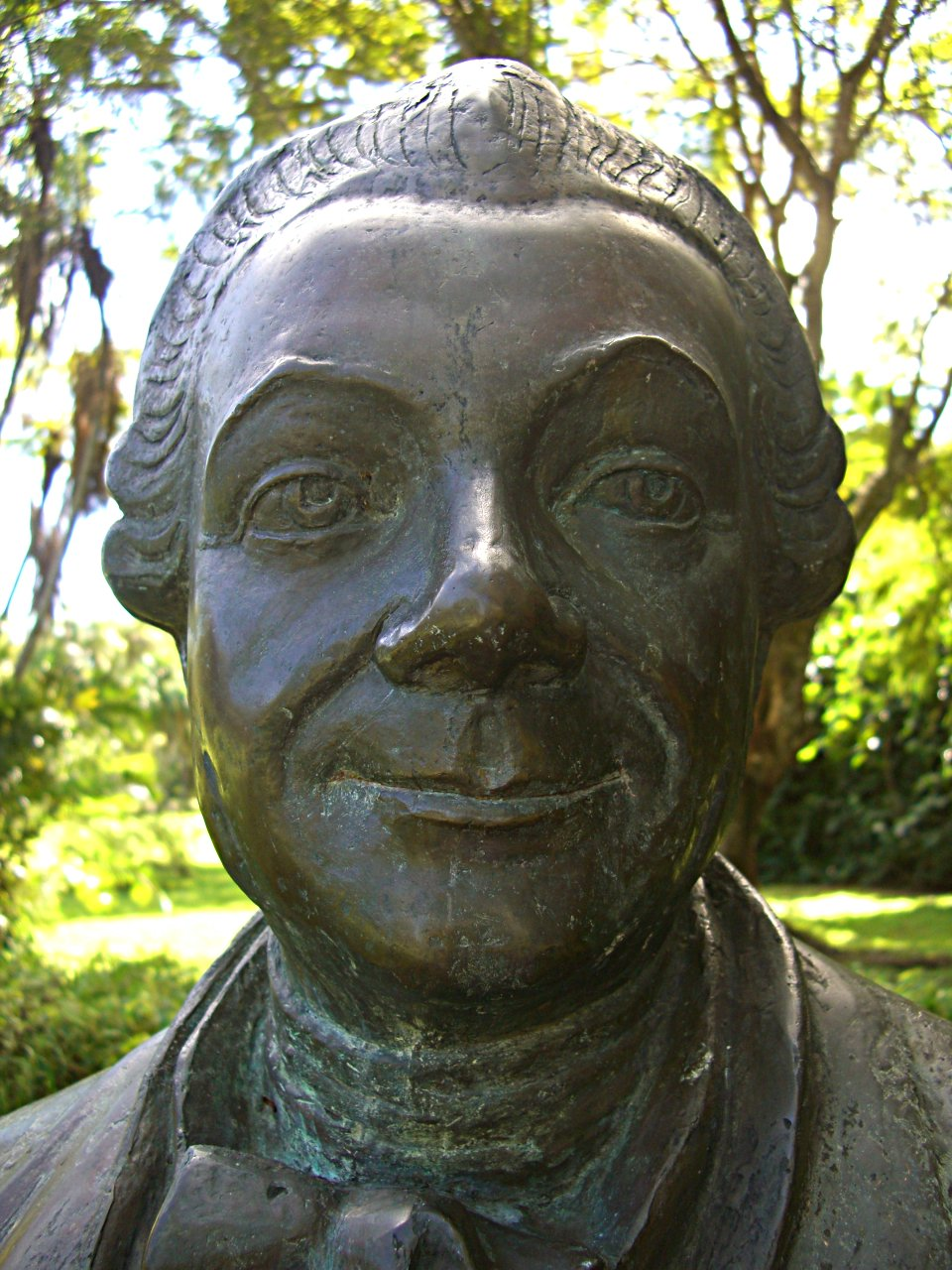
Le buste du naturaliste Pierre Poivre décédé à Saint-Romain

Le long du grand chemin de Couzon à Lyon, actuellement chemin de l'Éperon, André Merlat obtient en 1651, le permis de clore son domaine de la Fréta. C'est la naissance d'un lieu où, un siècle plus tard le naturaliste Pierre Poivre, à la suite de son long périple jusqu'en Chine, vient finir ses jours. Il fait alors appel à l'architecte en vogue Soufflot, pour dessiner un jardin extraordinaire. À cette même époque, au côté du premier moulin en amont s'élève un grand château occupé par la famille de Murard.

### XVIIIesiècle
Au cours de la Révolution française, la commune porte provisoirement le nom de Romain-Libre.

### XIXesiècle
Au XIXe siècle, l'âge d'or des campagnes, les Saromagnots, au nombre de 268 en 1880, vivent toujours au rythme de leurs moulins, de l'exploitation de la pierre, de la production de fourrage, de céréales et de fromages de chèvre. Le vignoble, touché par le phylloxéra à la fin du siècle, cède place aux arbres fruitiers qui font du vallon un verger. On relève enfin l'exploitation éphémère d'une mine de fer au Chavant, dont le minerai était livré à Givors par la Saône, ainsi qu'une fabrique de cordes et une blanchisserie de lin, chanvre et lin étant autrefois cultivés en alternance. L'abondance des lavoirs, quatre dans le centre, maintient les blanchisseuses en activité jusqu'au XXe siècle.
Le chansonnier d'origine lyonnaise Pierre Dupont (1821-1870) qui a passé son enfance à Rochetaillée de l'autre côte de la Saône venait souvent à Saint-Romain. Il fut amoureux d'une jeune fille du village, et a laissé deux chansons évoquant la beauté du village et de son site.

### XXesiècle
Jusqu'aux années 1960, Saint-Romain-au-Mont-d’Or est un village des monts d'Or lyonnais, vivant encore au rythme des saisons et replié sur lui-même malgré la proximité de Lyon, à 10 km. Les anciens disaient entendre le bourdon de la basilique de Fourvière, brisé en 1919, les jours de grande fête religieuse et par vent du midi, mais les communications avec la grande ville étaient moins fréquentes, et la commune n’était pas une commune urbaine selon l’INSEE (2/3 des actifs se dirigeant vers la ville centre pour travailler). Saint-Romain fonctionnait davantage avec le val de Saône qu’aujourd’hui, et conservait cinq fermes en activité, tout en restant une villégiature de bourgeois lyonnais attirés par le calme et la fraîcheur l’été si près de Lyon.
L'histoire de ce petit bourg, immobilisé « tel un décor de pastorale » selon Josse[réf. nécessaire], mais revendiquant son indépendance et son identité, se place aujourd'hui sous le signe de la résistance. Une voie nouvelle détourne la circulation et dessert une salle polyvalente intégrée à un quartier d'habitation qui prolonge les cheminements du village. Depuis l'an 2000, la vigne disparue en 1988 regagne les anciennes friches. Le fond de la cuvette mesure à peine 150 m de large, et tout de suite, les versants s’élèvent en pentes fortes en direction des crêtes qui commandent le vallon d’une hauteur pouvant atteindre 200 m. Les parties les moins pentues ont été peu à peu urbanisées, tout d’abord par des pavillons dans les années 1970-80 (les Séguines), puis dans les années 2000 à l’occasion de la ZAC du Nouveau Bourg, opération qui divisa le village en son temps. La ZAC a revitalisé le village en accueillant de nouveaux habitants, en créant une salle polyvalente, et amélioré son fonctionnement en créant une déviation de l'étroite et sinueuse rue de la République où le croisement des véhicules est difficile.

### Aujourd'hui
Actuellement, il reste une seule ferme en activité à Saint-Romain, située rue du Charroi. Les commerces sont : une épicerie ouverte six jours sur sept, qui fait aussi bureau de tabac, presse, point relais colis, dépôt de bouteilles de gaz,  un bar restaurant et un institut de beauté ouverts tous deux à l'été 2010, et sur le quai, en lien avec la route départementale, un carrossier, une entreprise de bâtiment, un vendeur de combustibles de chauffage. La commune abrite également le siège social d'Artprice leader mondial de l'information sur l'art et la Demeure du Chaos.
Le Grand Lyon disparait le 1er janvier 2015, et laisse place à la collectivité territoriale de la métropole de Lyon. La commune quitte ainsi le département du Rhône.

## Héraldique
| Blason de Saint-Romain-au-Mont-d'Or | Blason  | De gueules aux deux broches passées en sautoir, à la masse renversée brochant en pal, accostées à dextre de deux têtes de chèvre l'une sur l'autre et à senestre d'un lion, accompagnées en pointe d'une source avec ruisseau, le tout d'or, au chef cousu d'azur chargé de trois grappes de raisin, tigées et feuillées aussi d'or. Devise / Cri« de roc et d'eau ». |
| Blason de Saint-Romain-au-Mont-d'Or | Détails | |

## Politique et administration

### Administration municipale
| Période                                  | Période               | Identité                  | Étiquette | Qualité                                                                 |
| ---------------------------------------- | --------------------- | ------------------------- | --------- | ----------------------------------------------------------------------- |
| Les données manquantes sont à compléter. |                       |                           |           |                                                                         |
| mars 1983                                | mars 2008             | Pierre Dumont (1936-2024) | DVD       | Retraité, maire honoraire 3e vice-président du Grand Lyon (2001 → 2008) |
| mars 2008                                | mars 2014             | Françoise Revel           | DVD       |                                                                         |
| mars 2014                                | juillet 2020          | Pierre Curtelin           | DVD       | Ingénieur                                                               |
| juillet 2020                             | mars 2022 (démission) | Jean-Marie Hombert        | SE        | Cadre retraité                                                          |
| mars 2022                                | En cours              | Guillaume Malot           | SE        | Responsable HSE et risques industriels                                  |

### Budget et fiscalité 2013
En 2013, le budget de la commune était constitué ainsi :
- total des produits de fonctionnement : 668 000 €, soit 612 € par habitant ;
- total des charges de fonctionnement : 537 000 €, soit 491 € par habitant ;
- total des ressources d’investissement : 149 000 €, soit 136 € par habitant ;
- total des emplois d’investissement : 531 000 €, soit 486 € par habitant.
- endettement : 1 011 000 €, soit 926 € par habitant.

Avec les taux de fiscalité suivants :
- taxe d’habitation : 11,80 % ;
- taxe foncière sur les propriétés bâties : 17,93 % ;
- taxe foncière sur les propriétés non bâties : 34,86 % ;
- taxe additionnelle à la taxe foncière sur les propriétés non bâties : 0,00 % ;
- cotisation foncière des entreprises : 0,00 %.

### Intercommunalité
La commune est membre du syndicat mixte Plaines Monts d'Or ainsi que du syndicat de communes Saône Mont d'Or.

## Démographie
L'évolution du nombre d'habitants est connue à travers les recensements de la population effectués dans la commune depuis 1793. Pour les communes de moins de 10 000 habitants, une enquête de recensement portant sur toute la population est réalisée tous les cinq ans, les populations de référence des années intermédiaires étant quant à elles estimées par interpolation ou extrapolation. Pour la commune, le premier recensement exhaustif entrant dans le cadre du nouveau dispositif a été réalisé en 2005.

En 2022, la commune comptait 1 241 habitants, en évolution de +3,42 % par rapport à 2016 (Rhône : +3,93 %, France hors Mayotte : +2,11 %).
| 1793 | 1800 | 1806 | 1821 | 1831 | 1836 | 1841 | 1846 | 1851 |
| ---- | ---- | ---- | ---- | ---- | ---- | ---- | ---- | ---- |
| 500  | 419  | 456  | 459  | 352  | 331  | 330  | 327  | 299  |

| 1856 | 1861 | 1866 | 1872 | 1876 | 1881 | 1886 | 1891 | 1896 |
| ---- | ---- | ---- | ---- | ---- | ---- | ---- | ---- | ---- |
| 305  | 319  | 277  | 254  | 258  | 215  | 216  | 201  | 232  |

| 1901 | 1906 | 1911 | 1921 | 1926 | 1931 | 1936 | 1946 | 1954 |
| ---- | ---- | ---- | ---- | ---- | ---- | ---- | ---- | ---- |
| 245  | 267  | 234  | 264  | 330  | 330  | 317  | 270  | 386  |

| 1962 | 1968 | 1975 | 1982 | 1990 | 1999 | 2005  | 2006  | 2010  |
| ---- | ---- | ---- | ---- | ---- | ---- | ----- | ----- | ----- |
| 712  | 728  | 742  | 919  | 904  | 948  | 1 124 | 1 093 | 1 024 |

| 2015  | 2020  | 2022  | - | - | - | - | - | - |
| ----- | ----- | ----- | - | - | - | - | - | - |
| 1 189 | 1 235 | 1 241 | - | - | - | - | - | - |

## Lieux et monuments

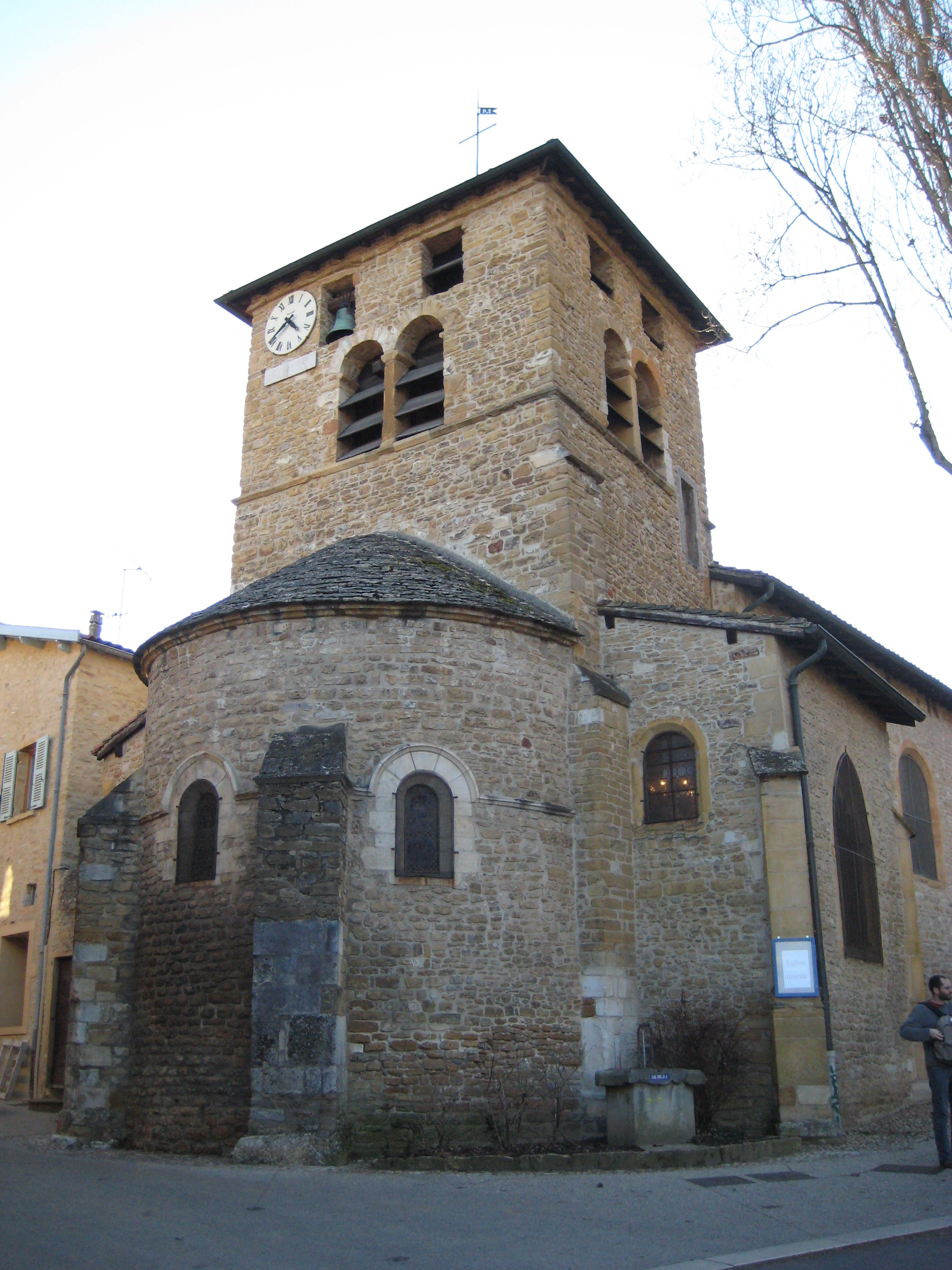
L'église de Saint-Romain-au-Mont-d'Or.

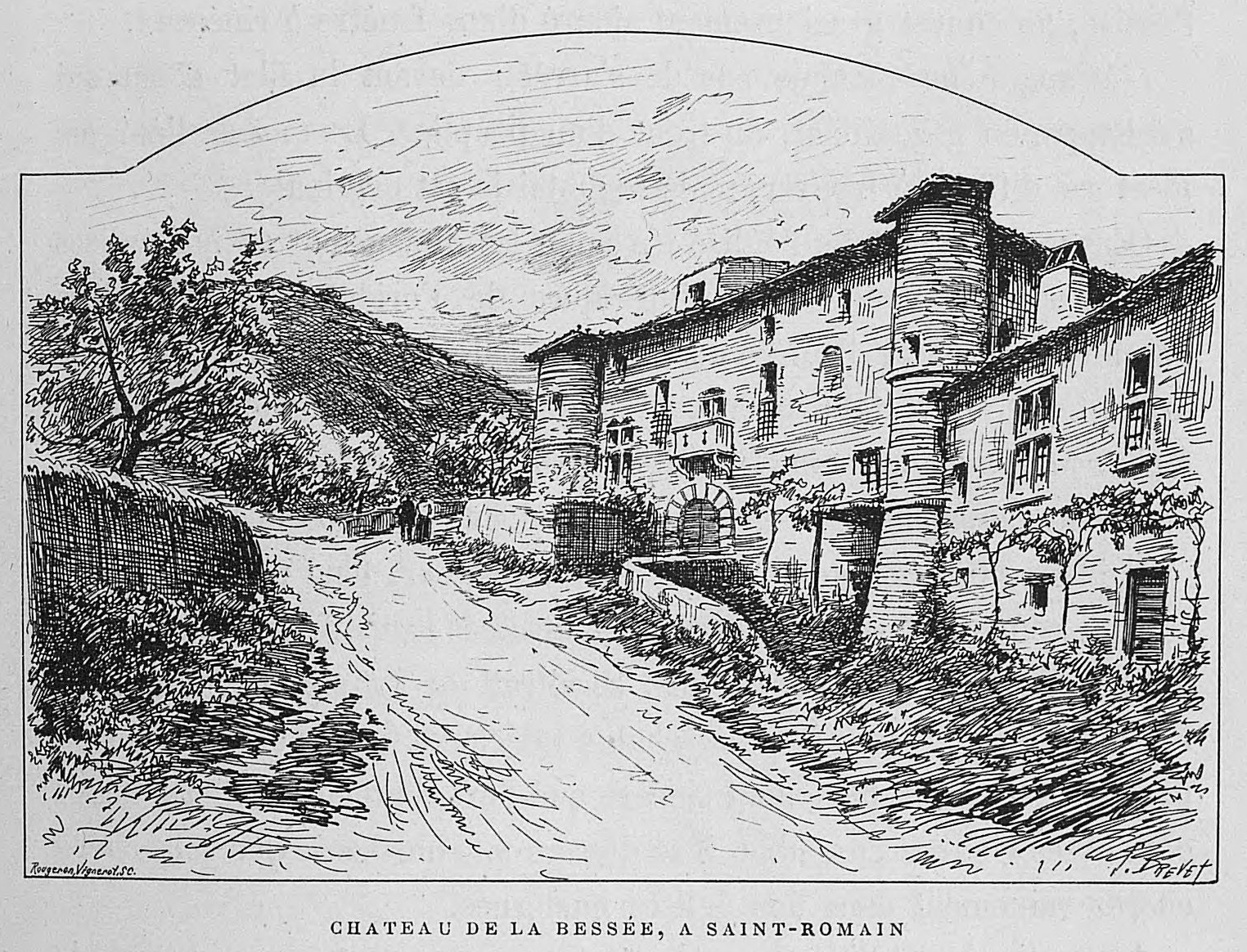
Le château de la Bessée illustré par Joannès Drevet (1854–1940).

- Église de Saint-Romain-au-Mont-d'Or[24],[25]
- Réservoirs d'aqueduc du Vallon d'Arche (vestiges)[26]
- Maison d'enfants à caractère social Les Alizés
- Manoir de la Bessée[27]
- Au centre du village se trouve la Demeure du Chaos, une création de Thierry Ehrmann, qui a été reconnue le 20 mars 2025 par la ministre de la culture Rachida Dati, comme une œuvre totale[28]
- Jardin de Pierre Poivre, au lieu-dit la « Fréta ». L' inscription  au titre des monuments historiques, par arrêté du 20 janvier 2017[29], vise  « le réseau hydraulique, le nymphée et ses éléments sculptés, le bassin circulaire, l’ancienne grotte, les vestiges du cabinet de curiosité, le mur de clôture, les murs de soutènements et les vestiges maçonnés ».

## Personnalités liées à la commune
- Benoît-Rose de Murard de Saint-Romain (1772-1854), homme politique né et décédé à Saint-Romain-au-Mont-d'Or, député de l'Ain.
- Pierre Poivre, administrateur colonial et agronome français, fut propriétaire du Château de la Freta.
- Thierry Ehrmann, artiste et homme d'affaires français